# Blue House
A Blue House é uma estúdio de gravação áudio, agência de booking e produtora cultural, sediada em Coimbra, desde 2018.
No seu estúdio já gravaram músicos e bandas como The Parkinsons, The Twist Connection, d3o, a Jigsaw, Ghost Hunt, Birds Are Indie, Filipe Furtado, Eigreen, From Atomic, Raquel Ralha & Pedro Renato, Victor Torpedo, Pedro Melo Alves, entre muitos outros, numa estreita relação com a editora Lux Records. Este espaço tem também sido local de residências artísticas, que já receberam artistas como Cabrita, Ana Deus, St. James Park, Rui Maia, Luís Figueiredo, Marinho, San Jerónimo e Meta.
A sua componente de agenciamento inclui os seguintes projectos: a Jigsaw, Birds Are Indie, Drunks on the Moon, Eigreen, Filipe Furtado, From Atomic, Hélder Bruno, John Mercy & The Dead Beats, Portuguese Pedro, Raquel Ralha & Pedro Renato, Ruze, Spicy Noodles, Tracy Vandal & John Mercy, Tricycles e Wipeout Beat.
Enquanto produtora de eventos, é responsável pela curadoria e co-produção do ciclo Café Curto que, desde 2020, acontece semanalmente no Café Concerto do Convento São Francisco. É também co-produtora dos eventos Epicentro, Re/Forma e A Date With Lux e prestou apoio à produção nos seguintes: Festival Lux Interior, Festival Brew, Festival Gliding Barnacles, Festival Jazz ao Centro, Música da Casa e Festival Santos da Casa.